# Roman Fricke
Roman Fricke (* 23. März 1977 in Bremen) ist ein ehemaliger deutscher Hochspringer. Heute unterstützt er als Trainer  die Leichtathletikabteilung des SV Werder Bremen.

## Karriere
Roman Fricke begann als Turner und Fußballspieler beim TSV Neubruchhausen. Dort wurde bei dem Erwerb des Sportabzeichens sein Talent für die Leichtathletik entdeckt. 1988 startete er erstmals in der Leichtathletik für den TV Bruchhausen-Vilsen im Vierkampf, den er auf Anhieb gewann. Unter der Leitung von Heinz-Wilhelm Kraft sammelte Roman Fricke fortan Deutsche Schüler- und Jugendmeistertitel im Mehrkampf und Hochsprung. Im Alter von 15 Jahren übersprang er 1992 bereits 2,01 m, weswegen ihn im Folgejahr Wolfgang Killing in den Deutschen Bundeskader für Hochsprung berief. Nach Vereinswechseln zum SV Werder Bremen und LAC Halensee Berlin wechselte er 2000 zum TSV Bayer 04 Leverkusen. Unter der Leitung von Hans-Jörg Thomaskamp nahm er erfolgreich an nationalen und internationalen Wettbewerben teil. Nominierungen für und vordere Platzierungen bei Europacup-Veranstaltungen folgten. Mit einer übersprungenen Höhe von 2,27 m im Vorkampf sicherte er sich bei den Weltmeisterschaften 2003 in Paris die Finalteilnahme. Am Ende erreichte er Platz 13 mit übersprungenen 2,20 m. Seine Bestleistung liegt bei 2,30 m, die er im Mai 2004 in Herzogenbuchsee sprang. Bei den Olympischen Spielen 2004 in Athen schied er mit 2,20 m in der Qualifikation aus. 
Fricke wurde in den Jahren 2003 und 2004 Deutscher Meister, sowie 2003, 2004 und 2006 Deutscher Hallenmeister. Bei einer Körpergröße von 1,94 m betrug sein Wettkampfgewicht 84 kg. 
Als Trainer von Léon Schäfer (TSV Bayer 04 Leverkusen) startete er seine Trainertätigkeit. Sein Engagement gilt dem Sprung- und Siebenkampfbereich. Unter anderem werden Mareike Max, Nele Wöltjen und Wiebke Oelgardt von Roman Fricke betreut.